# NGC 4050
NGC 4050 في الفهرس العام الجديد، هي مجرة، تقع في كوكبة الغراب (كوكبة). اكتشفت في 31 ديسمبر 1785 بواسطة ويليام هيرشل.

## روابط خارجية
- NGC 4050 على موقع ويكي سكاي: DSS2, SDSS, GALEX, IRAS, Hydrogen α, X-Ray, Astrophoto, Sky Map, Articles and images